# Aharon Appelfeld

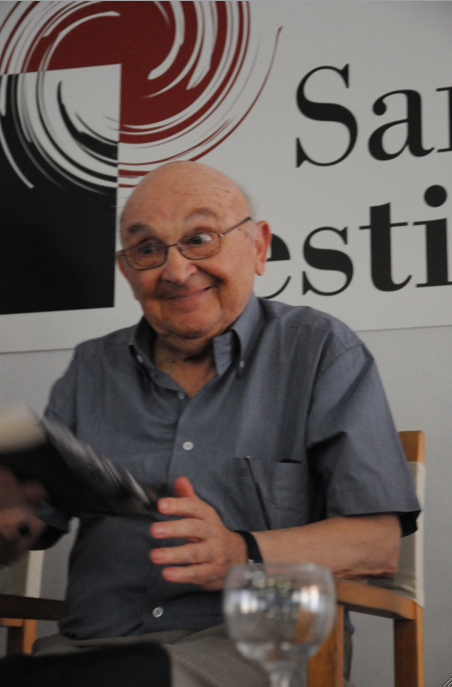
Aharon Appelfeld in 2009

Aharon Appelfeld (Hebreeuws: אהרן אפלפלד), geboren als Ervin Appelfeld (Stara Zhadova, 16 februari 1932 – Petach Tikwa, 4 januari 2018), was een Israëlische schrijver en overlevende van de Holocaust.

## Leven en werk
Ervin Appelfeld werd geboren in de buurt van Tsjernivtsi in de landstreek Boekovina in het Koninkrijk Roemenië, nu deel van Oekraïne. Toen hij negen jaar was werd zijn moeder gedood toen het Roemeense leger, dat samenwerkte met nazi-Duitsland, zijn geboorteplaats heroverde op het Rode Leger van de Sovjet-Unie. Appelfeld en zijn vader werden door de Roemeense antisemieten gedeporteerd naar een naziconcentratiekamp in Transnistrië, maar hij ontsnapte en hield zich drie jaar schuil bij een bende criminelen voordat hij als kok bij het Sovjetleger kwam. Na de Tweede Wereldoorlog trok hij via een Italiaans vluchtelingenkamp in 1946 naar Palestina, twee jaar voordat de staat Israël werd uitgeroepen. Toen hij in de jaren zestig zijn vader terugvond, was de hereniging zo emotioneel dat Appelfeld er nooit over heeft kunnen schrijven.
In Israël leerde hij Hebreeuws. Hij ging studeren aan de Hebreeuwse Universiteit van Jeruzalem. Tot zijn docenten behoorden de filosofen Martin Buber en Gershom Scholem. Van 1975 tot zijn pensioen in 2001 was hij hoogleraar Hebreeuwse literatuur aan de Ben-Gurion Universiteit van de Negev in Beër Sjeva. Hoewel Appelfeld het Hebreeuws betrekkelijk laat leerde kennen, koos hij die taal voor zijn literaire werk vanwege de beknoptheid en de Bijbelse beeldspraak. Hij werd een van de belangrijkste auteurs in het Hebreeuws. Zijn moedertaal was Duits, maar hij meed die taal omdat zijn hoofdonderwerp de Holocaust was. Hij beheerste ook Jiddisch, Oekraïens, Roemeens, Russisch, Engels en Italiaans.
Aan het eind van de jaren vijftig beschreef hij in zijn eerste korte verhalen de problemen van de overlevenden van de Jodenvervolging. Later ging hij geleidelijk over op het schrijven van romans. Een terugkerend thema is de verloren wereld van zijn jeugd. Ook de eenzame zoektocht naar ouderfiguren (de moeder vroeg overleden, de vader pas na jaren teruggevonden) staat centraal in zijn werk. Veel voorkomende verhaalmotieven zijn stilte, stomheid en stotteren. Iemands beperkingen worden in zijn werk een bron van kracht.
Appelfelds weergave van de gebeurtenissen in de Holocaust is niet autobiografisch of realistisch. Zijn verhalen kunnen metaforisch worden geïnterpreteerd. In zijn precieze stijl roept hij de Holocaust op zonder er rechtstreeks naar te verwijzen. Al woonde hij in Israël, hij schreef weinig over het leven daar: hij wilde niet schrijven over 'Israëliërs', maar over 'Joden'. In zijn werk behandelde Appelfeld vooral het lot van Joodse mensen in een multiculturele samenleving. Het grootste deel van zijn werk richt zich op het Joodse leven in Europa vóór, tijdens en na de Tweede Wereldoorlog. In de houding van de nazi's heeft hij zich nooit willen verplaatsen, omdat geen enkel begrip kon worden opgebracht voor mensen die hem "als een insect" hadden beschouwd.
Zijn vriend Philip Roth beschreef Appelfeld als "een ontheemde schrijver van ontheemde fictie, die van verplaatsing en desoriëntatie een onderwerp heeft gemaakt dat uniek is voor hemzelf". In Roths roman Operation Shylock (1993) wordt Appelfeld als personage opgevoerd.
Met zijn vrouw Judith, die uit Argentinië naar Israël was geëmigreerd, had hij drie kinderen. Hij woonde in zijn laatste jaren in het stadsdeel Rechavia in Jeruzalem. Appelfeld bleef tot zeer kort voor zijn dood actief als schrijver. Hij stierf begin 2018 op 85-jarige leeftijd in een ziekenhuis in Petach Tikwa.

## In het Nederlands vertaalde boeken

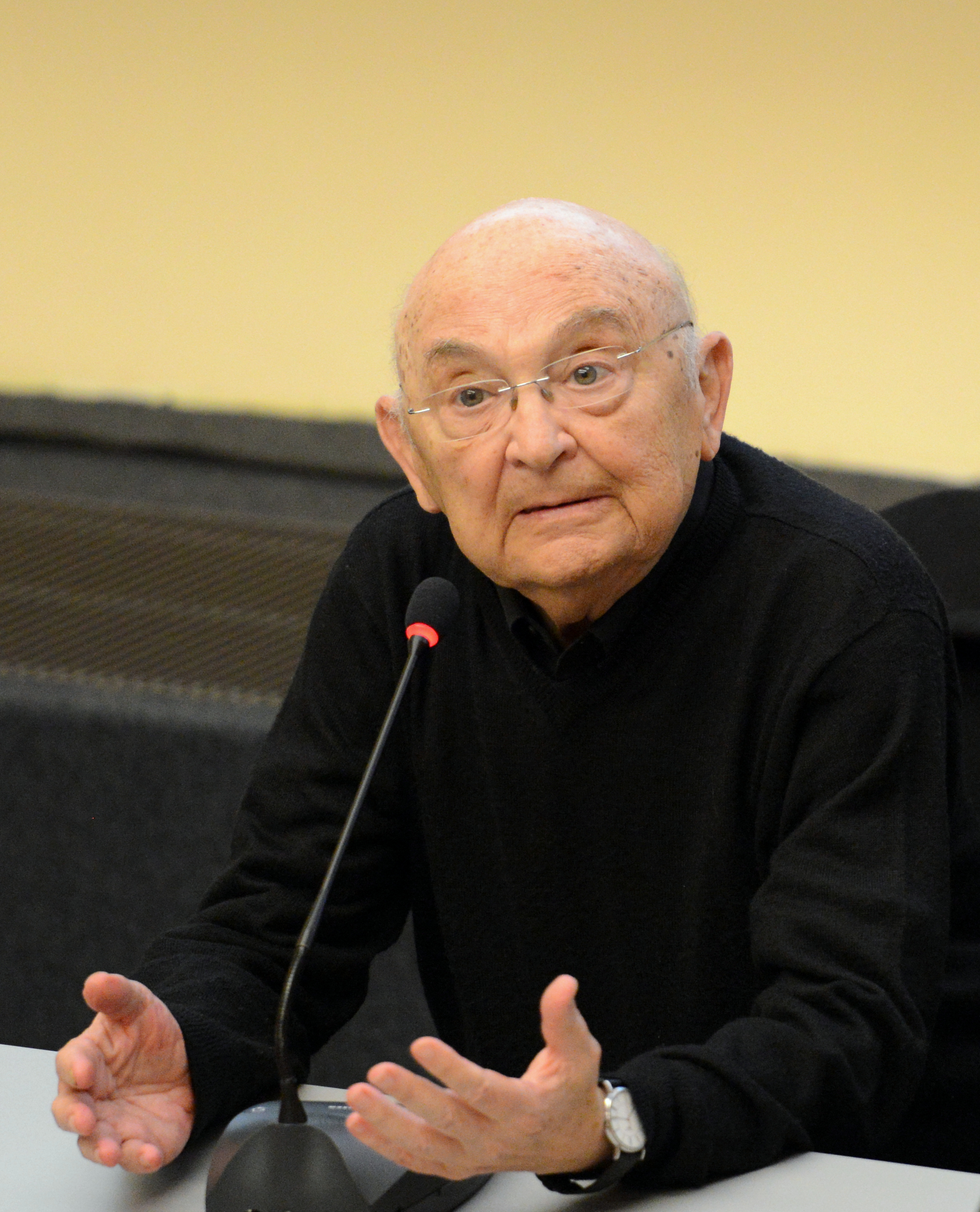
Appelfeld in 2014

Boeken van Aharon Appelfeld zijn doorgaans vertaald door Kees Meiling en verschenen bij Ambo/Anthos uitgevers.  
- Badenheim 1939 (1978)
- Tsili (1982)
- De onsterfelijke Bartfuss (1988)
- Om elke zonde (1992)
- Het verhaal van een leven  (autobiografie, 2003)
- Het tijdperk der wonderen (2008)
- Bloemen der duisternis (2009)
- De man die niet ophield met slapen (2012)
- Plotseling, liefde (2014)
- Verwondering (2019)

## Prijzen en onderscheidingen
- 1975 · Brennerprijs voor literatuur
- 1979 · Bialik-prijs voor literatuur (samen met Avoth Yeshurun)
- 1983 · Israëlprijs voor literatuur
- 1989 · National Jewish Book Award voor Badenheim 1939 en De onsterfelijke Bartfuss
- 1997 · Buitenlands Honorair lid van de American Academy of Arts and Sciences
- 2004 · Prix Médicis étranger voor Het verhaal van een leven
- 2005 · Nelly-Sachs-Preis van de stad Dortmund
- 2012 · Independent Foreign Fiction Prize
- 2016 · Sydney Taylor Book Award voor het kinderboek Adam & Thomas